# Matte Smets
Matte Smets (* 4. Januar 2004 in Bilzen) ist ein belgischer Fußballspieler, der beim KRC Genk in der belgischen Division 1A spielt. Er spielt als Abwehr.

## Karriere
Smets begann mit dem Fußballspielen in der Jugend des Bilzerse VV und später bei KRC Genk und St. Truiden. Sein Division 1A-Debüt gab er am 7. Oktober 2022 gegen Royal Antwerp. Am 22. Juni 2024 unterschrieb er einen Vertrag beim belgischen Erstligisten KRC Genk.

## Nationalmannschaft
2022 und 2023 Smets insgesamt vier Länderspiele für die belgische U-20 bzw. U-21-Nationalmannschaft. Sein erstes Länderspiel in der A-Nationalmannschaft erfolgte am 17. September 2024 gegen Israel.